# Campionats del món de ciclisme en ruta de 1993
Els Campionats del món de ciclisme en ruta de 1993 es disputaren del 25 al 29 d'agost de 1993 a Oslo, Noruega.

## Resultats
| Proves :                            | Or                                                                                     | Or         | Argent                                                                      | Argent | Bronze                                                                                 | Bronze |
| Masculines                          |                                                                                        |            |                                                                             |        |                                                                                        |        |
| Cursa en línia masculina detalls    | Lance Armstrong · Estats Units                                                         | 6h 17' 10" | Miguel Indurain · Espanya                                                   | + 19"  | Olaf Ludwig · Alemanya                                                                 | m. t.  |
| Cursa en línia masculina amateur    | Jan Ullrich · Alemanya                                                                 | -          | Kaspars Ozers · Letònia                                                     | m. t.  | Lubor Tesař · Txèquia                                                                  | m. t.  |
| Contrarellotge per equips masculins | Itàlia · Rossano Brasi · Gianfranco Contri · Rosario Fina · Cristian Salvato           | -          | Alemanya · Christian Meyer · Uwe Peschel · Michael Rich · Andreas Walzer    | -      | Suïssa · Roman Jeker · Beat Meister · Markus Kennel · Roland Meier                     | -      |
| Femenines                           |                                                                                        |            |                                                                             |        |                                                                                        |        |
| Cursa en línia femenina detalls     | Leontien van Moorsel · Països Baixos                                                   | 2h 21' 20" | Jeannie Longo · França                                                      | m. t.  | Laura Charameda · Estats Units                                                         | + 4"   |
| Contrarellotge per equips femenins  | Rússia · Olga Sokolova · Svetlana Bubnenkova · Aleksa Koliaseva · Valentina Polkhanova | -          | Estats Units · Eva Stephenson · Jeannie Golay · Jan Bolland · Deirdre Demet | -      | Itàlia · Roberta Bonanomi · Alessandra Cappellotto · Michela Fanini · Fabiana Luperini | -      |

## Medaller
| Posició | País          | Or | Plata | Bronze | Total |
| 1       | Alemanya      | 1  | 1     | 1      | 3     |
| 1       | Estats Units  | 1  | 1     | 1      | 3     |
| 3       | Itàlia        | 1  | 0     | 1      | 2     |
| 4       | Països Baixos | 1  | 0     | 0      | 1     |
| 4       | Rússia        | 1  | 0     | 0      | 1     |
| 6       | França        | 0  | 1     | 0      | 1     |
| 6       | Letònia       | 0  | 1     | 0      | 1     |
| 6       | Espanya       | 0  | 1     | 0      | 1     |
| 9       | Txèquia       | 0  | 0     | 1      | 1     |
| 10      | Suïssa        | 0  | 0     | 1      | 1     |
| TOTAL   | TOTAL         | 5  | 5     | 5      | 15    |